# Дворец Монсеррат
Дворец Монсеррат (порт. Palácio de Monserrate) — дворцово-парковый ансамбль в Синтре, Португалия, находится на окраине города, в горно-лесопарковой зоне Серра де Синтра (порт.), в романтическом парке площадью 33 гектара, в котором представлены растения более 3000 видов со всех пяти континентов.
История дворца и парка насчитывает почти пять веков, имение несколько раз меняло хозяев, периоды расцвета сменялись периодами упадка, когда строения превращались в живописные руины, на месте которых возводились новые здания. Нынешний дворец связан с именем Фрэнсиса Кука (англ.) — британского торговца и коллекционера предметов искусства, который в 1858 году купил пришедшее в запустение имение, построил новый дворец и изменил планировку парка. Дворец был местом летнего отдыха семейства Куков, в 1949 году был приобретен государством. В 1978 году приобрел статус объекта, имеющего публичный интерес.